# لئون سرابیان
لئون سرابیان هرالد (با نام تولد لئون در سرابیان)(زادهٔ ۱۵ مه ۱۸۹۶ –درگذشته در ۷ سپتامبر ۱۹۷۶) شاعر ارمنی-آمریکایی بود که اولین کتاب به زبان انگلیسی توسط یک نویسنده ارمنی دربارهٔ موضوع نسل‌کشی ارمنی‌ها را نوشت.

## زندگی‌نامه
هرالد در پوت-آرینگه، نزدیک ارزنجان، در سال ۱۸۹۶ به دنیا آمد. او در سال ۱۹۱۲ همراه با خانواده‌اش به آمریکا مهاجرت کرد.
او برای مدت کوتاهی در کارخانه‌های خودرو در دیترویت کار کرد. سپس، در اوایل دههٔ ۱۹۲۰، در دانشگاه ویسکانسین در مدیسون تحصیل کرد؛ جایی که با زونا گیل و ماریان مور، شاعر و سردبیر مجلهٔ ادبی دایال، دوستی برقرار کرد. او برای ویسکانسین استیت ژورنال شعر و نقد نوشت. وی در سال ۱۹۲۳ شهروند ایالات متحده شد.

### حرفه
در سال ۱۹۲۵، هرالد اولین کتاب شعر خود به نام این ساعت بیداری را منتشر کرد. مجلهٔ دایال از دسامبر ۱۹۲۶ تا ژوئن ۱۹۲۷ خاطرات او را به‌صورت ماهانه منتشر کرد. این خاطرات، روستای زادگاهش، تحصیلاتش در قاهره و سفرش به ایالات متحده را توصیف می‌کنند.
در همان سال، او به نیویورک نقل مکان کرد؛ جایی که تقریباً تمام عمر خود را در آنجا سپری کرد.
در سال ۱۹۲۵، او در مک‌داول کلونی در پیترزبورو، نیوهمپشایر شرکت کرد. در سال ۱۹۲۸، او در یدو کلونی در ساراتوگا اسپرینگز، نیویورک حضور یافت.
در سال ۱۹۲۷، او در کتابخانه عمومی نیویورک، با ویتاکر چمبرز کار می‌کرد.
در دهه‌های ۱۹۲۰ و ۱۹۳۰، آثار او در نشریات نیشن، نیو ریپابلیک، کامن‌ویل، پوئتری و آرارات (فصلنامهٔ ارمنی) منتشر شد.
داستان او با عنوان «قدرت افق» در مجموعهٔ بهترین داستان‌های کوتاه ۱۹۲۹ به گردآوری ادوارد جی. اوبراین به چاپ رسید. همچنین آثار او در شاعران ارمنی-آمریکایی: گلچین دوزبانه و در گلچین شعر مجلات اثر ویلیام اس. بریت‌ویت منتشر شد.
در سال ۱۹۳۵، او در تأسیس پروژه نویسندگان فدرال مشارکت کرد.
در مقطعی، او به عنوان سردبیر دو نشریه ارمنی-آمریکایی به نام‌های یوت (هفتگی) و لرنینگ (ژورنال) فعالیت کرد.

## کمونیسم
هرالد «همیشه مدافع طبقهٔ کارگر بود».
در اواخر دههٔ ۱۹۲۰، او به باشگاه جان رید پیوست. او نمایندهٔ کنوانسیون ملی این باشگاه در سال ۱۹۳۲ بود (و ادعا کرد که با ویتاکر چمبرز سفر کرده است، ادعایی که آلن واینستین آن را غیرممکن دانست).
او عضو لیگ نویسندگان آمریکایی به رهبری حزب کمونیست ایالات متحده آمریکا (۱۹۳۵–۱۹۴۳) بود. در دههٔ ۱۹۶۰، هرالد اطلاعاتی را به مایر زلیگز، روانکاوی که زندگینامه‌ای روانشناختی به نام دوستی و برادکشی دربارهٔ ویتاکر چمبرز نوشت، ارائه داد. هرالد به زلیگز گفت که چمبرز در سال ۱۹۳۲ تلاش کرده بود با او رابطه برقرار کند و به این ترتیب گرایش همجنس‌گرایانه خود را نشان داده بود. زلیگز ادعا کرد که هویت او را پنهان نکرده بود – اما در واقع نام خود را به‌صورت «لیون اس. هرالد» نوشته بود، در حالی که شاعر با نام کامل «لیون سرابیان هرالد» در آمریکا شناخته می‌شد.

## زندگی شخصی و مرگ
در سال ۱۹۱۵، هرالد خانواده‌اش را در نسل‌کشی ارمنی‌ها از دست داد.
در سال ۱۹۳۸، او با بتی فارستر ازدواج کرد. در سال ۱۹۳۹، آنها صاحب پسری به نام جان ویتی‌یر هرالد شدند که به‌عنوان خواننده فولک به نام جان هرالد شناخته شد. در سال ۱۹۴۲، همسرش بر اثر سرطان درگذشت.
در سال ۱۹۴۶، او دچار اختلال عصبی شد و پس از آن تا پایان عمر از بی‌خوابی رنج می‌برد.
او در سال ۱۹۷۶ درگذشت.

## آثار
هرالد کتاب شعر خود را به «آنانی که در سال ۱۹۱۵ از زندگی محروم شدند» منتشر کرد و این اثر را به «اولین اثر به زبان انگلیسی توسط یک نویسندهٔ ارمنی دربارهٔ موضوع» نسل‌کشی ارمنی‌ها تبدیل کرد.

### کتاب‌ها
- این ساعت بیداری (۱۹۱۵)

شعرها و داستان‌ها:
- «هندوانه و قدیس» در دایال (اوت ۱۹۲۸)
- «قدرت افق»، داستان کوتاه در دایال (آوریل ۱۹۲۹)، بازنشر در بهترین داستان‌های کوتاه ۱۹۲۹ و سالنامه داستان کوتاه آمریکایی، ویراست ادوارد جی. اوبراین (نیویورک: داد مید، ۱۹۲۹)[۹]
- «چهار شعر» (نیویورک: نیو امریکن کاراوان، ۱۹۲۹)، صفحات ۳۴۰–۳۴۲
- «ایوب» در نیو مسس (۱۹۳۰)[۱۰]

### مکاتبات
- شروود اندرسون[۱۱]
- هوراس گریگوری[۱۲]
- گرنویل هیکس[۱۳]
- سیدنی هوک[۱۴]